# Colluma
Der Cerro Colluma (auch: Cerro Columa) ist ein Maar im Departamento Oruro im südamerikanischen Anden-Staat Bolivien.
Der Krater des Colluma hat einen Durchmesser von drei bis vier Kilometer und erhebt sich etwa einhundert Meter aus der umgebenden Ebene des Altiplano. Aufgrund der Niederschlagsarmut der Region ist der Krater des Colluma nicht mit Wasser gefüllt, nur nördlich des Bergkranzes befindet sich die Laguna Seca, ein See von 600 Meter Länge und 200 Meter Breite.
Der Cerro Colluma befindet sich im Municipio Corque in der Provinz Carangas, auf halbem Wege zwischen den Ortschaften Huachacalla und Turco. Der Zeitraum der Entstehung des Cerro Colluma ist nicht bekannt, Vermutungen deuten auf das Holozän hin.